# Голова Національної Ради Словаччини
Нинішній спікер Національної ради Словацької республіки — Петер Жига.

## Список голів Національної Ради Словаччини
| #  | Портрет | Ім'я                 | Термін            | Термін            | Партія                         |
| -- | ------- | -------------------- | ----------------- | ----------------- | ------------------------------ |
| 1  |         | Іван Гашпарович      | 1 січня1993       | 29 жовтня 1998    | Курс — соціальна демократія    |
| 2  |         | Йозеф Мігаш          | 29 жовтня 1998    | 15 жовтня 2002    | Курс — соціальна демократія    |
| 3  |         | Павол Грушовскій     | 15 жовтня 2002    | 7 лютого 2006     | Християнсько-демократичний рух |
| —  |         | Бела Бугар (в.о.)    | 7 лютого 2006     | 4 липня 2006      | Партія угорської спільноти     |
| 4  |         | Павол Пашка          | 4 липня 2006      | 8 липня 2010      | Курс — соціальна демократія    |
| 5  |         | Ріхард Сулик         | 8 липня 2010      | 13 жовтня 2011    | Свобода і солідарність         |
| 6  |         | Павол Грушовскій     | 13 жовтня 2011    | 4 квітня 2012     | Християнсько-демократичний рух |
| 7  |         | Павол Пашка          | 4 квітня 2012     | 17 листопада 2014 | Курс — соціальна демократія    |
| 8  |         | Петер Пеллегріні     | 17 листопада 2014 | 23 березня 2016   | Курс — соціальна демократія    |
| 9  |         | Андрей Данко (1974-) | 23 березня 2016   | 20 березня 2020   | Словацька національна партія   |
| 10 |         | Борис Коллар         | 20 березня 2020   | 25 жовтня 2023    | Ми — родина                    |
| 11 |         | Петер Пеллегріні     | 25 жовтня 2023    | 7 квітня 2024     | Курс — соціальна демократія    |
| 11 |         | Петер Жига           | 7 квітня 2024     |                   | Курс — соціальна демократія    |